# NGC 7682
NGC 7682 ist eine Balken-Spiralgalaxie vom Hubble-Typ SBab im Sternbild Fische auf der Ekliptik. Sie ist schätzungsweise 235 Millionen Lichtjahre von der Milchstraße entfernt und hat einen Durchmesser von etwa 80.000 Lichtjahren. Gemeinsam mit NGC 7679 bildet sie das Galaxienpaar Arp 216.
Halton Arp gliederte seinen Katalog ungewöhnlicher Galaxien nach rein morphologischen Kriterien in Gruppen. Diese Galaxie gehört zu der Klasse Galaxien mit angrenzenden Schleifen.
Im selben Himmelsareal befinden sich u. a. die Galaxien NGC 7685 und NGC 7687.
Das Objekt wurde am 23. September 1862 von dem Astronomen Heinrich d’Arrest mit seinem 11-Zoll-Teleskop entdeckt und später von Johan Dreyer in seinen New General Catalogue aufgenommen.